# Distretto di Dghe
Il distretto di Dghe è uno dei quattordici distretti della regione di Gasc-Barca, in Eritrea. Ha per capoluogo la città di Dghe.